# Майкл Босо
Майкл Босо (англ. Michael Boso, нар. 3 вересня 1991) — футболіст з Соломонових Островів, захисник клубу «Маріст Файр».

## Клубна кар'єра
Майкл Босо народився 3 вересня 1991 року. Кар'єру футболіста розпочав 2010 року у клубі «Малаїта Кінгс», кольори якого захищав до 2014 року. Цього ж року вирішив перейти до клубу «Вестерн Юнайтед», у складі якого виступав до 2016 року. Своїми виступами за команду з Хоніари привернув увагу команди «Маріст Файр», до складу якої перейшов у 2016 році.

## Кар'єра у збірній
Босо було викликано до табору національної збірної Соломонових островів для участі у Кубку націй ОФК 2016 року, але на турнірі на полк не вийшов жодного разу. Через декілька місяців, 5 жовтня 2016 року дебютував у програному (0:3) матчі проти Нової Каледонії.